# Seliohło
Seliohło (ukr. Селіогло) – wieś na Ukrainie, w obwodzie odeskim, w rejonie bołgradzkim, w hromadzie Arcyz. W 2001 liczyła 2856 mieszkańców, głównie Bułgarów.
W latach 1945-2025 miejscowość nosiła nazwę Chołmśke (ukr. Холмське).